# Bolbocerosoma mexicanum
Bolbocerosoma mexicanum är en skalbaggsart som beskrevs av Henry Fuller Howden 2005. Bolbocerosoma mexicanum ingår i släktet Bolbocerosoma och familjen Bolboceratidae. Inga underarter finns listade.